# Psectrosema unicornis
Psectrosema unicornis är en tvåvingeart som beskrevs av Harris 1983. Psectrosema unicornis ingår i släktet Psectrosema och familjen gallmyggor.
Artens utbredningsområde är Pakistan. Inga underarter finns listade i Catalogue of Life.